# Idi Amin
Idi Amin Dada Oumee, född 30 maj 1928 i Uganda, död 16 augusti 2003 i Jidda i Saudiarabien, var en ugandisk militär som var Ugandas president och diktator 1971–1979. Bland de länder som stödde Amin fanns Muammar al-Gaddafis Libyen, Sovjetunionen och Östtyskland, och tidigt i regimen hade han dessutom stöd av Storbritannien, Israel och apartheidens Sydafrika. Han tvingades på flykt år 1979. Han kom att kallas "Ugandas slaktare" på grund av den hänsynslöshet och brutalitet som hans regim visade under tiden vid makten. Han begravdes på Ruwais begravningsplats i Jidda, Saudiarabien.

## Biografi
Enligt Amins familj samt hans saudiska dödsattest föddes han den 30 maj 1928, klockan 4.00 på morgonen i Nakasero Hill i Kampala. Enligt forskaren Fred Guweddeko vid Makerereuniversitetet var Idi Amin son till Andreas Nyabire (1889–1976). Nyabire tillhörde kakwafolket och konverterade från katolicism till islam 1910. Nyabire ändrade då sitt namn till Amin Dada, och även sonen ska ha tilldelats detta namn. Den unge Amin övergavs av sin far och växte upp med sin mors familj. Guweddeko påstår att Amins mor hette Assa Aatte (1904–1970), en örtkännare tillhörande lugbarafolket som behandlade bland annat kungliga medlemmar ur Bugandariket. Efter fem år i en islamsk skola i Bombo arbetade Amin med flera olika saker innan han 1946 rekryterades av brittiska koloniala arméofficerare och tog värvning i brittiska armén i Uganda.
Han åtnjöt stor popularitet under sina år som flerfaldig östafrikansk mästare i tungviktsboxning (1951–1960). Under tiden hade han emellertid även avancerat i de militära graderna, och efter Ugandas självständighet (1962) blev han arméchef 1966. Amin var en av frontfigurerna vid den militärkupp år 1971 som störtade presidenten Milton Obote. Efter maktövertagandet 1971 trädde Amin snart själv fram som landets oinskränkte diktator och gav sig själv allehanda utmärkelser och titlar, exempelvis "Brittiska imperiets erövrare" (Conqueror of the British Empire, CBE).
Efter att Amin 1972 utvisat landets alla indier och beslagtagit deras egendom i Uganda, vilket fick svåra följder för landets ekonomi, började han få världsopinionen mot sig. Han utnämnde sig 1976 till president på livstid. Samma år beskyddade han palestinska flygplanskapare på Entebbes flygplats. Hans hänsynslösa förföljelser, med bland annat massmord på människor från acholi- och langostammarna, gjorde honom till en av sin tids blodigaste despoter. Han anses idag vara skyldig till hundratusentals människors död eller försvinnande.
År 1978 invaderades landet av ugandiska exilnationalister och tanzaniska styrkor. År 1979 störtades Amins regim. Han flydde då till Libyen. Han bosatte sig senare i Saudiarabien där han levde fram till sin död 16 augusti 2003.

## Asiatiska massutvisningen i Uganda
Under Ugandas tid som brittisk koloni invandrade asiater från den indiska subkontinenten för att utföra kontorsarbete eller lågkvalificerade arbeten såsom bygg- eller jordbruksarbete. Under 1890-talet kom det omkring 32 000 personer från Indien för att arbeta med byggandet av Uganda Railway. De flesta av dem bestämde sig för att återvända hem, men cirka 7000 av dem stannade kvar i östra Afrika. Många indier i Uganda arbetade ofta som skräddare eller bankmän. Indiernas inflytande på ekonomin var betydande och deras verksamhet utgjorde en femtedel av nationalinkomsten. År 1968 infördes krav på arbetstillstånd och handelslicens för att begränsa den indiska gruppens betydelse för ekonomin. Målet var att överföra den ekonomiska kontrollen i Uganda till ugandier. Ugandiska soldater begick brott som stöld, misshandel och sexuellt våld ostraffat mot asiater. Idi Amin pekade ut indierna som syndabockar och menade att de var opålitliga.
Den 4 augusti 1972 gav Amin den indiska och pakistanska minoriteten 90 dagar på sig att lämna landet. Amin menade att Gud beordrat honom att beordra utvisningen av Ugandas asiatiska befolkning, som då beräknades vara mellan 50 000 och 70 000 människor. Amin menade att ekonomin skulle tas över av indier om han inte vidtog åtgärder, till exempel utvisning. Utvisningen av asiaterna innefattade även personer verksamma i akademiska yrken som läkare, jurister och lärare. Utvisningen resulterade i att ekonomin kollapsade. Asiaterna fick lämna över sina affärsverksamheter till ugandierna. Den största önskan hos befolkningen sades vara att äga mark och bli egenföretagare och det var genom att utnyttja detta som landets ledning lyckades övertyga ugandier att stödja deras politik. Åtgärderna innefattade också expropriation av fastigheter ägda av asiater och européer. Omkring 30 000 asiater med brittiska pass emigrerade till Storbritannien. Andra vanliga destinationer var Australien, Kanada, Indien, Kenya, Pakistan, Sverige, Tanzania och USA. Efter utvisningen av indierna avbröt Indien alla diplomatiska förbindelser med Uganda. Utvisningen av den asiatiska minoriteten var inte den första i Ugandas historia. Även den kenyanska minoriteten i landet blev utvisade år 1969.

## Massmord och sociala konsekvenser i Uganda
Amin utsåg sig själv till president, upplöste parlamentet, och gjorde ändringar i konstitutionen. Detta gjorde han för att ge sig själv absolut makt. Detta resulterade i en ekonomisk nedgång, socialt sönderfall och kränkningar mot mänskliga rättigheter. 300 000–500 000 människor blev dödade under Idi Amins regim (1971–79) på hans order. Den största delen av hans offer bestod av politiska motståndare Olika interna säkerhetsstyrkor samordnades för att förtrycka allmänheten. Speciellt utsatta blev de som opponerade sig mot Amins regim. Motiven till massmorden var etniska, politiska och ekonomiska faktorer. Förflyttningen av Acholimänniskorna till koncentrationsläger skedde med våld. Andra blev fängslade eller inlåsta i fängelsehålor där de torterades till döds.

## Populärkultur
Under höjdpunkten av Amins makt gjorde regissören Barbet Schroeder en uppmärksammad dokumentärfilm om honom, General Idi Amin Dada (1974). En tid efter hans fall kom filmen Rise and Fall of Idi Amin (1981), inspelad i Kenya. År 2006 kom en långfilm om Idi Amin, The Last King of Scotland (2006), där Forest Whitaker som porträtterade honom belönades med en Oscar för sin rolltolkning. Amin porträtteras också i flera filmer om Operation Entebbe, bland annat i filmen Slaget om Entebbe där han porträtteras av Yaphet Kotto.